# Boussac (Creuse)
Boussac település Franciaországban, Creuse megyében. Lakosainak száma 1239 fő (2022. január 1.). Boussac Boussac-Bourg és Saint-Silvain-Bas-le-Roc községekkel határos.

## Népesség
A település népességének változása:
| Lakosok száma | 1557 | 1852 | 1652 | 1436 | 1287 | 1276 | 1257 | 1249 | 1246 | 1239 |
|               | 1968 | 1982 | 1990 | 2006 | 2013 | 2015 | 2017 | 2019 | 2020 | 2022 |